# 香港特別行政区旅券
中華人民共和国香港特別行政区旅券（ちゅうかじんみんきょうわこくホンコンとくべつぎょうせいくりょけん、繁: 中華人民共和國香港特別行政區護照）は、香港のパスポートである。香港の永住権を持つ中国国籍の者へ発行され、香港特別行政区旅券（繁: 香港特別行政區護照）や香港旅券（繁: 香港護照）とも呼ばれる。香港の公用語は中国語と英語のため、パスポートには中国語繁体字と英語の両方が併記される。

## IC旅券
1997年7月1日、香港の主権移譲に伴い、香港特別行政区のパスポートの発行が開始されて以来、パスポートは3回の変更を経て、それぞれセキュリティが強化された。
2007年2月には、初のePassportが導入され、国際民間航空機関の文書デザイン勧告に準拠した。この新しいeパスポートは、2008年のストックホルム・チャレンジ・イベントで発表され、ストックホルム・チャレンジ・アワードのパブリック・アドミニストレーション部門の最終選考に残った。香港特別行政区のeパスポートのデザインは、「洗練された電子パスポート・システム（eパスポート・システム）にシームレスに統合された複数の最先端技術」という点で高く評価された。 新しいバイオメトリック・パスポートの表紙は、下部にバイオメトリック・パスポートのロゴが追加されているだけで、基本的には従来のバージョンと同じである。

### 表面
2006年、移民局はUnihub Limited（PCCWの子会社で、Keycorpを含むサプライヤーのコンソーシアムを率いている）が生体認証パスポートを作成する技術を提供するための入札に勝利したと発表した。 2007年2月、最初のePassportが導入された。新しいバイオメトリック・パスポートの表紙は、基本的に以前のバージョンと同じである。生体認証パスポートのシンボルは、「PASSPORT」の文字の下に表示されている。しかし、内側のページのデザインは大幅に変更されている。

### 識別ページ
識別ページは、表紙と最初のページの間にあるポリカーボネート製のインサートに表示される。レーザー彫刻技術を用いて、所持者の写真が白黒で印刷され、所持者の香港永住権カード番号が肖像写真の右側に縦に印刷されている。また、パスポートは機械読み取り式で、パスポートスキャナーを備えた出入国管理所向けに設計されている。印字される内容は以下の通りである。
- トラベルドキュメントタイプ - P
- 発行国のコード - CHN
- パスポート番号
- 苗字と名前：繁体字中国語と英語での表記
- 写真 幅: 40mm, 高さ: 50mm, 頭の高さ（髪の毛のトップまで）: 35mm, 写真のトップから髪の毛のトップまでの距離: 5mm
- 国籍：CHINESE
- 性別：「M」（男性）または「F」（女性）
- 出生地：中国で生まれた場合は、生まれた省・自治区・市町村名、香港・マカオで生まれた場合は「Hong Kong」または「Macao」、その他の国で生まれた場合は、生まれた国名
- 誕生日、発行日、有効期限：DD-MM-YYの形式で表示
- 発行機関 ：「香港特别行政區入境事務處」「IMMIGRATION DEPARTMENT, HONG KONG SPECIAL ADMINISTRATIVE REGION」（繁体字中国語と英語での記載）

パスポートの最終ページの緊急連絡先の下には、本人の署名を記入するスペースが設けられており、本人確認・観察ページに署名を記入することができる。

### セキュリティ
肖像写真の右上と姓名・国籍情報の部分を囲むように、中国と香港の国旗と「HK香港」の文字を組み合わせたキネグラムが配置されている。識別ページの中央には、2つの円からなる多重レーザー画像があり、左側の円には所持者の肖像写真の別の画像があり、その下にはパスポート番号があり、右側の円には香港地域の旗がある（見る角度を変えると赤と白が徐々に反転する）。
香港の永久IDカード番号は、肖像写真の右下に、下に向かって徐々に広がる台形の形で印刷されている。肖像写真の下部の3つの波、機械可読領域をデータページの残りの部分から分離する直線、および青馬大橋の右側の列の垂直な直線には、所持者の英語名、香港永久IDカード番号、および生年月日のマイクロレタリングが含まれている。
身分証明書のページの背景は、紫外線の下で変化し、夜の花火が打ち上げられた青馬大橋のシーンが見えるようになっている。識別ページにはバウヒニアの彫刻もあるが、一部の線は「HKSAR」のマイクロレタリングに置き換えられている。

## 資格と申請方法
香港特別行政区パスポートの申請資格は以下の通り。
- 中国国籍であること。
- 香港特別行政区に永住していること。
- 有効な香港の永久身分証明書を所持していること。[7]

英国国民（海外）パスポートと比較すると、香港SARパスポートの申請料は安くなっている。香港で申請する場合、英国国民（海外）パスポートは83ポンド（32ページ）、2014年4月からは53ポンド（子供）である。他の中国のパスポートと比較すると、香港から申請する場合、中華人民共和国のパスポートは250香港ドル、マカオ特別行政区のパスポートは370マカオドル/359香港ドルである。
中国の市民権を持たない香港永住者はHKSARパスポートを発行できないため、出身国のパスポートを取得するか、無国籍の場合はビザ用の香港身分証明書を取得する必要がある。
香港に居住する中国人で香港永住権を持っていない人はこのパスポートを取得でききないが、香港のパスポートの代わりに香港の身分証明書を取得することもでる。

### 写真要件[9]
- カラー画像のみ
- 6ヶ月以内に撮影した写真であること
- 顔全体が写っており、髪が目を遮っていないこと
- 目が開いていて、視線がカメラを向いていること
- 頭の位置が写真の中央にあること
- 笑顔は口を閉じていて歯が見えない場合のみ可
- ピクセルが見えないこと、ホチキスやクリップの効果がないこと、など。

## 申請方法
申請方法は以下の三通りある。
1. オンライン申請
2. 予約せずに、香港の市役所に自動発行機を使って申し込む。
3. 香港市役所のホームぺージに職員サービスを予約して、市役所で申し込む。

## ビザの要件

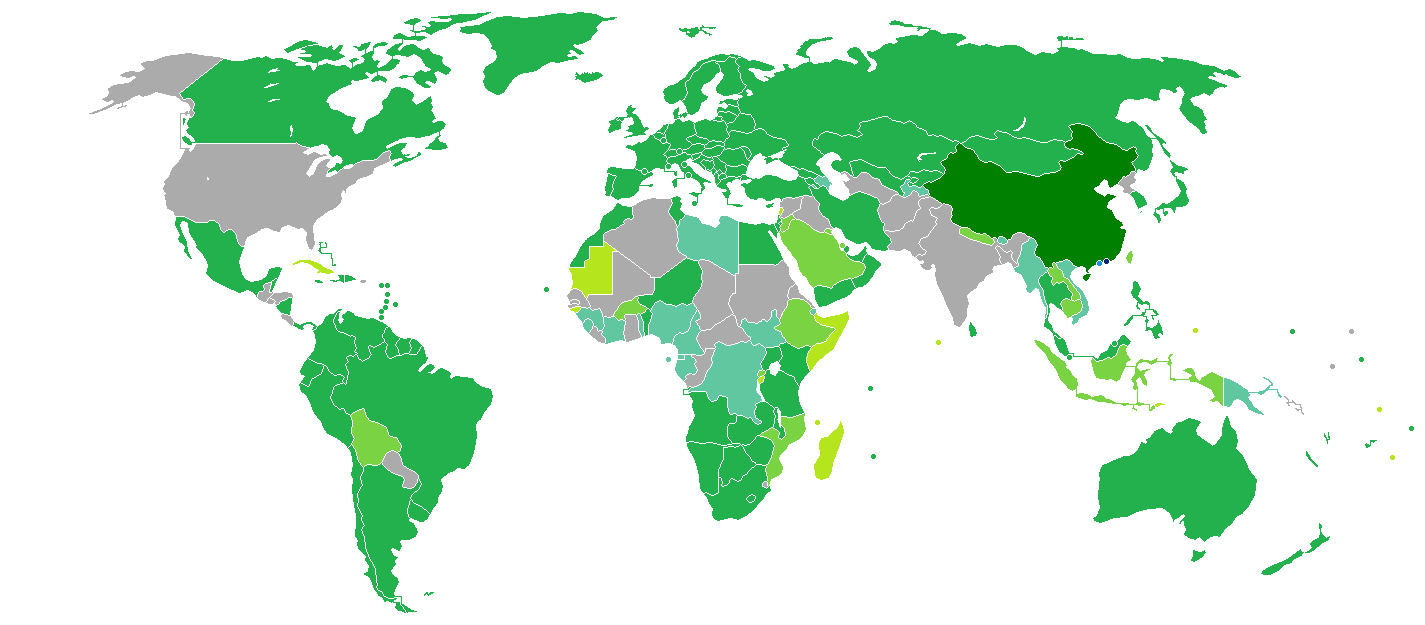
香港特別行政区パスポート所持者のビザ要件（2025年7月時点）

| 色 | 説明                                             |
| -- | ------------------------------------------------ |
|    | 香港特別行政区                                   |
|    | 中国本土への渡航（港澳居民来往内地通行証が必要） |
|    | ビザ免除                                         |
|    | 到着ビザ（Visa on Arrival）                      |
|    | 電子ビザ（eVisa）                                |
|    | 到着ビザまたはオンラインビザの選択が可能         |
|    | ビザが必要                                       |